# 海爾望遠鏡

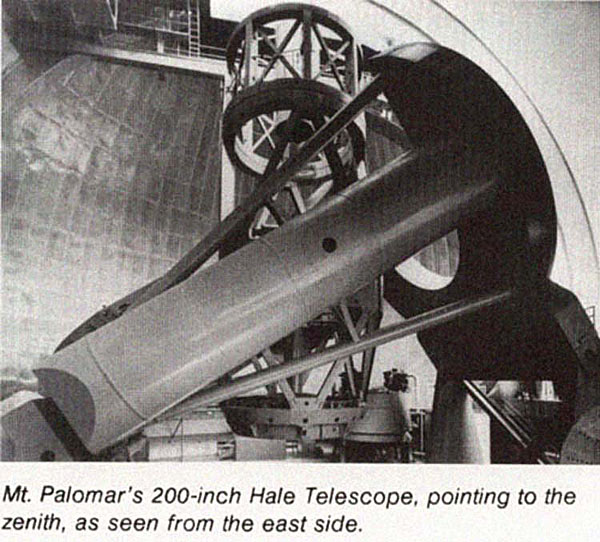
200吋（5米）的海爾望遠鏡。

海爾望遠鏡（英語：Hale Telescope）是帕洛馬山天文台最大的望遠鏡，這架200吋（5米）的望遠鏡以喬治·海爾來命名。這架望遠鏡200-英寸（5.1-）在1948年完成之後，直到1975年BTA-6開始運作之前，一直都是世界最大的望遠鏡。然而BTA-6有很大的缺陷，它的解析力比不上海爾的0.0025角秒 ，直到1993年凱克1號望遠鏡完成，才被超越。

## 回顧
海爾在之前得到從華盛頓的卡內基協會贊助，監製了威爾遜山天文台的望遠鏡：在1908年建造了60吋（1.5米）的望遠鏡，和1917年建造了100吋（2.5米）的望遠鏡。這些望遠鏡都很成功，導致在1920年代對宇宙尺度的理解迅速的增長，並且展示出像海爾這樣有遠見的人需要更大的望遠鏡來收集資訊。
在1928年，海爾從洛克斐勒基金會得到六百萬美金的補助款，在其參與創建的加州理工學院管理下，建造一個包括200吋反射鏡200-英寸（5.1-）的天文台。在1930年代初期，海爾選擇了位於加州聖地牙哥高1,700米（5,600尺）的帕洛馬山，美國最好的場所，幾乎完全不會受到洛杉磯等城市中心日見增長的光汙染影響。康寧玻璃工廠被選擇以新的派熱克斯玻璃製造200吋鏡片200-英寸（5.1-）的艱鉅任務。從1936年開始觀測所和健值的設施工程 ，但受到第二次世界大戰的中斷，望遠鏡直到1948年才完成。
這架200吋的海爾望遠鏡於1949年1月26日開光，在美國天文學家哈伯指導下，首個觀測目標是NGC 2261 ，結果發表在1949年5月7日出刊的科利爾雜誌上。

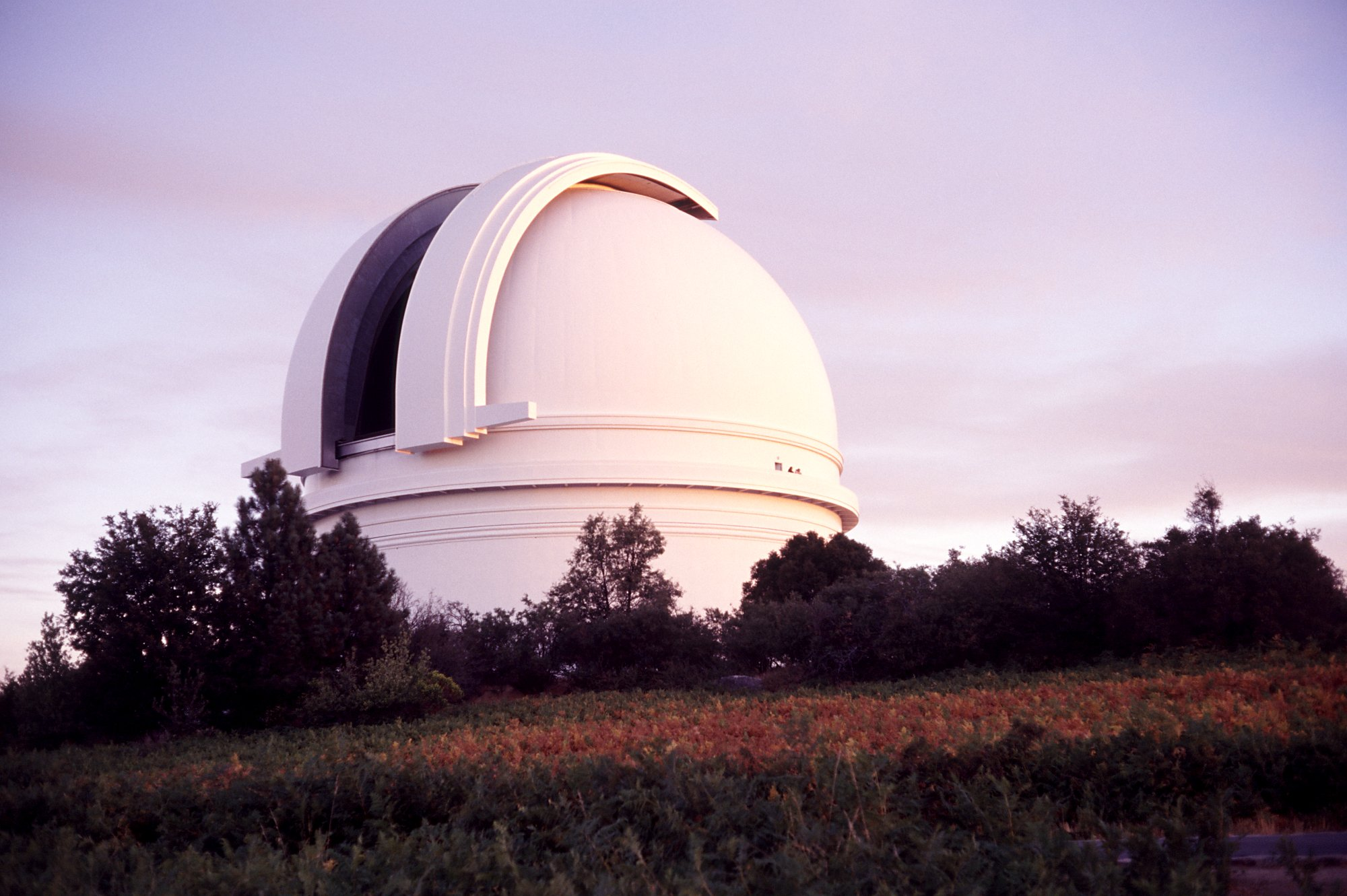
具有裝飾藝術的海爾望遠鏡圓頂在黃昏中開啟。

在每一個天空晴朗的夜晚，來自加州理工學院、康乃爾大學和噴射推進實驗室的天文學家和共同經營的夥伴們，都會使用它持續的進行研究工作。它裝備了現代的光學和紅外線陣列影像、光譜儀和調適光學系統。它也使用幸運凸輪，與調適光學推動的鏡片，使它的解析力在某些項目的觀測上逼近理論上的極限值(參見幸運影像)。

## 200吋反射鏡
喬治·海爾以紐約州的康寧玻璃工廠在1934年新發明的派熱克斯玻璃鎔鑄200吋的反射鏡。在冷卻之後經由鐵路運送到加州的巴塞迪納，在巴塞迪納，它繼續被加工製造，進行了研磨和拋光。
它依然保有單片玻璃製作的第二大望遠鏡的頭銜。海爾14.5噸重的鏡片是20世紀工藝技術的一項重大成就，但是他幾乎是接近單一鏡片仍能保持其剛性的最大極限，更大的鏡片在望遠鏡轉到不同的位置時，鏡片將會因本身的重量而有輕微的下垂，改變表面形狀的精確度，而鏡片的精確度必須維持在二百萬分之一英吋內（25奈米）。後續成功建造的鏡片更大望遠鏡，使用不同於傳統的設計解決了這個問題，使用單一的輕薄鏡片或是許多靈活的小鏡片組成的鏡子群，它的形狀可以使用計算機控制的伺服機系統建立內部的支撐細胞自動的控制。

著名光學望遠鏡主鏡面積比較，點選影像可看大圖。

## 架台
海爾望遠鏡使用的望遠鏡架台形式是賽路里桁架，是加州理工學院的馬克賽路里在1935年發明的（參見赤道儀）。

## 註解
1. ↑  Edison, Hodge.  (PDF). Engineering and Science Monthly. May 1949, 12 (8)  [2017-06-17]. （原始内容存档 (PDF)于2016-10-18）.
2. ↑  . Palomar Observatory. March 5, 2016  [2017-06-17]. （原始内容存档于2019-04-20）.
3. 1 2 3  Fienberg, Rick. . News. Sky and Telescope magazine. 2007-09-14  [2008-07-01]. （原始内容存档于2009-07-28）.
4. ↑  .   [2009-04-05]. （原始内容存档于2012-05-02）.
5. ↑  .   [2009-04-05]. （原始内容存档于2009-04-10）.
6. ↑  .   [2009-04-05]. （原始内容存档于2009-08-19）.
7. ↑  .   [2008-03-17]. （原始内容存档于2008-05-11）.
8. ↑  Encyclopedia of Astronomy and Physics, "Reflecting Telescopes", Paul Murdin and Patrick Moore

## 外部連結
- 帕洛马山天文台海爾望遠鏡介紹 （页面存档备份，存于）
- 海爾望遠鏡虚拟现实網上導覽 （页面存档备份，存于）

33°21′23″N 116°51′56″W / 33.35639°N 116.86556°W